# Warnow

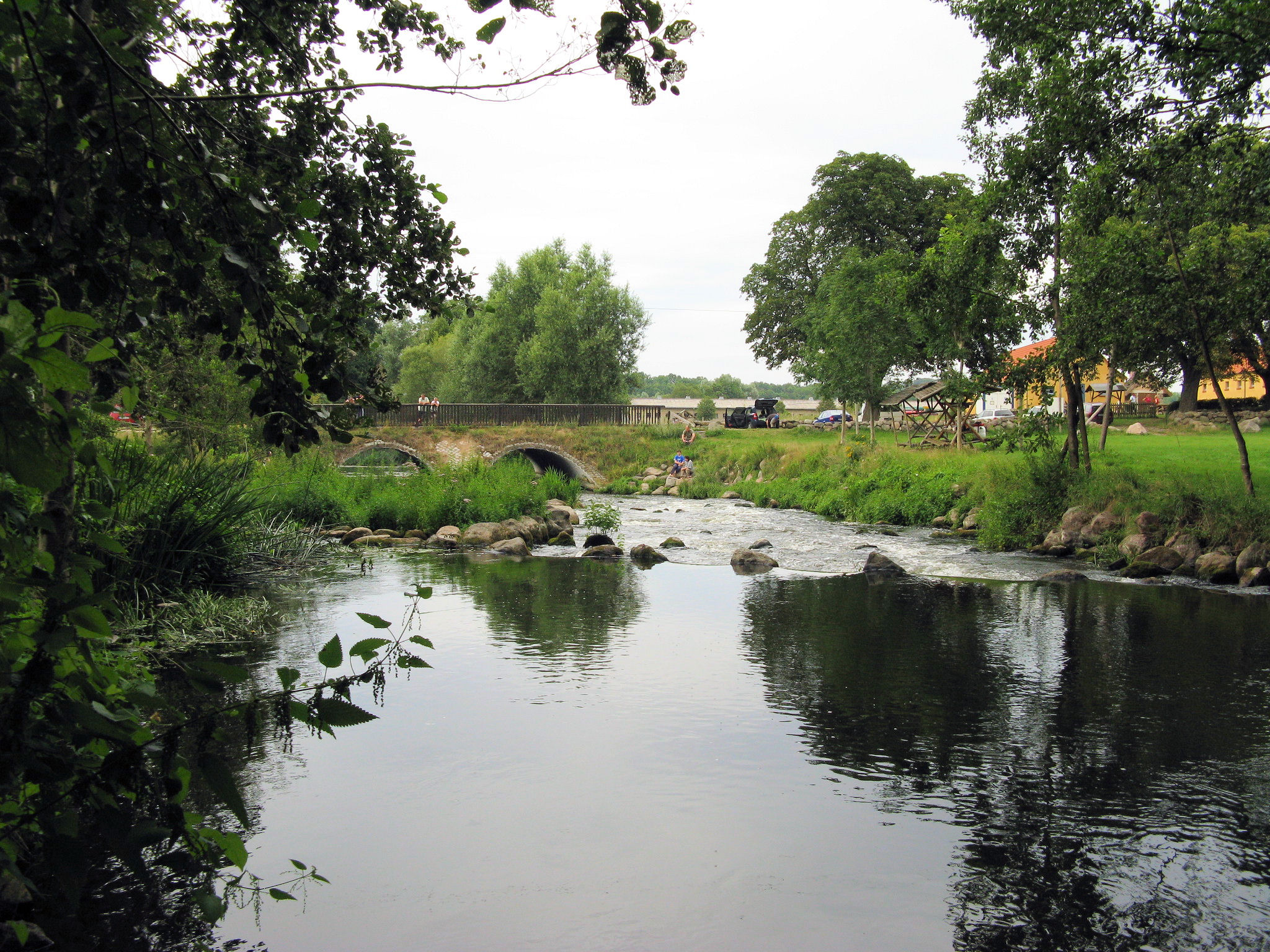
Warnow

Warnow este un râu cu lungimea de 155 km, care se află în landul Mecklenburg-Vorpommern și se varsă în Marea Baltică. Râul are un bazin hidrografic cu o suprafață de 3324 km². Numele râului este de origine slavă și ar însemna râul ciorilor, el are în Rostock un debit de 12,7 m³/s, iar coordonatele la vărsare fiind 54°10′49″N 12°5′35″E / 54.18028°N 12.09306°E.

## Curs
Warnow are izvorul la ca. 30 km est de Schwerin în Grebbin, de aici curge spre vest, travesează lacul Barnin, la 5 km de lacul Schwerin, cotește spre nord. După localitatea Cambs traversează o rezervație naturală, cotește spre nord-est și traversează lacul Mickow, la Weitendorf (bei Brüel) primește apele pârâului Brüeler Bach, la nord de Sternberg, în Groß Görnow traversează o vale presărată cu morene, între Sagsdorf și Warnow (bei Bützow) primește apele afluentului Mildenitz. Urmează să traverseze localitățile  Bützow, Schwaan, Damm, Pölchow, Papendorf ca la Rostock să se verse în Marea Baltică.

## Afluenți
1. Mildenitz
2. Nebel
3. Zarnow
4. Brüeler Bach
5. Beke
6. Kösterbeck
7. Carbäk
8. Schmarler Bach
9. Peezer Bach
10. Moorgraben